# Paul Goggins
Paul Gerard Goggins  (16 juin 1953 - 7 janvier 2014) est un homme politique travailliste britannique qui est député de Wythenshawe et de Sale East de 1997 à sa mort en janvier 2014. Il est également auparavant ministre d'État au Bureau pour l'Irlande du Nord. 

## Jeunesse
Paul Goggins est né à Manchester et fait ses études au St Bede's College, puis au séminaire catholique Ushaw College (1971-1973), bien qu'il n'entre pas dans les ordres. Il étudie ensuite à l'École polytechnique de Birmingham (aujourd'hui Birmingham City University), où il reçoit un certificat en Protection de l'enfance en 1976. Plus tard, il obtient un certificat de qualification en travail social de la Manchester Polytechnic en 1982. 
Il travaille comme éducateur auprès des "Liverpool Catholic Social Services" pendant un an en 1974, avant de devenir responsable au Wigan Children's Home en 1976. Il est nommé directeur de projet pour NCH Action for Children à Salford en 1984. Il devient le directeur national de Church Action on Poverty, une organisation nationale caritative religieuse, en 1989 où il reste jusqu'à son élection à Westminster. 

## Carrière politique
Il est conseiller municipal de la ville de Salford de 1990 à 1998. Il est élu à la Chambre des communes lors des élections générales de 1997 pour le siège nouvellement créé de Wythenshawe et Sale East laissé vacant par le départ à la retraite d'Alf Morris, l'ancien député travailliste de Manchester Wythenshawe. Goggins occupe le siège du Labour avec une majorité de 15 019 voix et y est resté député pendant près de 17 ans. Il prononce son premier discours le 20 mai 1997. 
Il siège au comité restreint sur la sécurité sociale de 1997 jusqu'à ce qu'il soit nommé Secrétaire parlementaire privé (PPS) du ministre d'État au ministère de la Sécurité sociale, John Denham en 1998, avant de rejoindre Denham au ministère de la Santé en 1999. 
En 2000, il est nommé PPS auprès du secrétaire d'État à l'Éducation et à l'Emploi David Blunkett, et il reste PPS de Blunkett après les élections générales de 2001 dans son nouveau poste de ministre de l'Intérieur. C'est durant cette période que, selon Blunkett, Goggins reçoit le surnom de «Mme Goggins». 
Il est promu au gouvernement de Tony Blair en 2003, où il est nommé Sous-secrétaire d'État parlementaire auprès du ministre de l'Intérieur chargé des prisons et du ministre de la probation. Il est devenu sous-secrétaire d'État parlementaire chargé du secteur bénévole et communautaire. Il noue des liens avec diverses organisations communautaires et du secteur bénévole comme ARVAC, l'Association pour la recherche dans le secteur bénévole et communautaire. En mai 2006, il est nommé ministre adjoint au Bureau pour l'Irlande du Nord.
Goggins s'oppose au Mariage homosexuel, déclarant qu'il voterait contre le projet de loi du gouvernement visant à introduire le mariage homosexuel en Angleterre et au Pays de Galles. Lors de la deuxième lecture du projet de loi sur le mariage (couples de même sexe) en février 2013, il vote contre la loi, à l'inverse de la grande majorité des députés travaillistes votant en sa faveur. 

## Vie privée
Il épouse Wyn Bartley en 1977 à Crosby et ils ont deux fils et une fille. 
Il était détenteur d'un abonnement au Manchester City Football Club Il est également membre du Christian Socialist Movement qui a diffusé sur la BBC Radio 4 Thought for the Day dans l'émission Today . Dans une interview sur BBC Radio Five Live en 2004, il a affirmé que sa famille était l'inspiration pour le personnage de "Mrs Goggins" dans la série Postman Pat. 
Le 30 décembre 2013, Goggins tombe gravement malade après s'être effondré en courant entraînant une intervention chirurgicale d'urgence . Il est décédé à l' hôpital Royal de Salford le 7 janvier 2014 des suites d'une hémorragie cérébrale,. 